# Жозеф Лијувил
Жозеф Лијувил (фр. Joseph Liouville; 24. март 1809 — Париз, 8. септембар 1882) је био француски математичар.

## Биографија
Лијувил је дипломирао на Политехничкој школи 1827. године. Након што је неко време био асистент у разним институцијама, укључујући Централну школу у Паризу, постао је професор Политехничке школе 1838. године. Постао је шеф катедре за математику на Колеџу Француске 1850. године и за механику на Факултету наука 1857. године.
Поред својих академских успеха, био је веома талентован у организационим стварима. Лијувил је основао Journal de Mathématiques Pures et Appliquées који и данас ужива велики углед, како би промовисао дела осталих математичара. Био је први који је прочитао и признао значај необјављеног дела Евариста Галоа, које се појавило у његовом журналу 1846. године. Лиувил је једно време био укључен и у политичка збивања и постао је члан Народне скупштине 1848. године. Међутим, након пораза на скупштинским изборима 1849. године, удаљио се од политике.
Лијувил је радио на више различитих поља у овкиру математике, укључујући теорију бројева, комплексну анализу, диференцијалну геометрију и топологију, али и математичку физику и астрономију. Нарочито је познат по Лијувиловој теореми, сада прилично основном концепту у комплексној анализи. У теорији бројева, био је први који је доказао постојање трансцедентних бројева преко конструкције користећи континуалне разломке (Лијувилови бројеви). У математичкој физици, Лијувил је фундаментално допринео на два места: Штурм-Лијувиловом теоремом, која је била заједничко дело са Шарлом Франсоа Штурмом, и сада представља стандардни начин решавања одређеног типа интегралних једначина, као и чињеницом (такође позната као Лијувилова теорема) да је развој времена мера очувања за хамилтонски систем.